# ProDG
ProDG (Pro Deutschsprachige Gemeinschaft) ist eine Regionalpartei des deutschen Sprachgebiets Belgiens.
Die freie Bürgerliste ProDG.be (kurz ProDG) wurde am 13. Juni 2008 auf Initiative von Oliver Paasch in Eupen gegründet. In ihren Reihen befinden sich sowohl viele neue Gesichter als auch Mitglieder der ehemaligen PJU-PDB (Partei der Deutschsprachigen Belgier). Das so genannte ProDG-Profil richtet sich nach dem Prinzip der Offenheit – frei von ideologischen Zwängen und unabhängig von einer wallonischen Mutterpartei. ProDG strebt eine gleichberechtigte deutschsprachige Region in einem Belgien der vier Teilstaaten an, die sowohl mit den verschiedenen belgischen als auch mit europäischen Partnern auf der Suche nach passgenauen Lösungen für die Deutschsprachige Gemeinschaft Belgiens (DG) kooperiert und sich gezielt in Netzwerke einbringt.

## Geschichte

### Partei der deutschsprachigen Belgier
Die Partei der deutschsprachigen Belgier (PDB), wurde im Dezember 1971 als Regionalpartei aus der christlich-sozialen Tradition gegründet. Ihr Hauptaugenmerk galt der Verteidigung der Identität der Bevölkerung des deutschen Sprachgebiets in Belgien. Die PDB verstand sich als demokratisch-pluralistisch, föderalistisch und sozial. Sie strebte die vollständige Gleichstellung des deutschen Sprachgebiets Belgiens im föderalisierten Belgien auf politischer, sozialer, wirtschaftlicher, administrativer und kultureller Ebene an. Dabei stellte sie die Zugehörigkeit des deutschen Sprachgebiets zum belgischen Staatsgefüge nicht in Frage, betrachtete aber die Zugehörigkeit des deutschen Sprachgebiets zur Wallonischen Region und zur Provinz Lüttich nur als eine gesetzliche Tatsache, für deren Abänderung sie eintrat.
Die PDB verstand sich als pro-europäisch, forderte allerdings demokratischere Strukturen auf Ebene der Europäischen Union und ein Europa der Regionen, im Gegensatz zu einem Europa der Nationalstaaten. Die PDB war Mitglied der Europäischen Freien Allianz (EFA) sowie der Föderalistischen Union Europäischer Nationalitäten (FUEN).
Im Jahr 2003 fusionierte die PDB mit der Parteilose Jugendliche Unabhängige (PJU) zur Parteilose Jugendliche Unabhängige – Partei der Deutschsprachigen Belgier (PJU-PDB).
Nachdem die Partei nach den Gemeinderatswahlen im Jahr 2006 eine herbe Niederlage einstecken musste und seitdem nur noch einen einzigen Gemeinderatsvertreter in der Deutschsprachigen Gemeinschaft (in Eupen) besaß, wurde eine Neugründung der Partei unter der Führung von Gemeinschaftsminister Oliver Paasch vorgeschlagen. Die Nachfolgepartei sieht sich weiterhin als unabhängige Regionalpartei und Vertreterin deutschsprachiger Interessen, weshalb der Name ProDG gewählt wurde.
Am 14. November 2009 wurde die PDB im Rahmen einer akademischen Sitzung im Hotel Ambassador-Bosten in Eupen offiziell aufgelöst.

### ProDG
Die politische Bewegung ProDG trat zum ersten Mal am 7. Juni 2009 bei den Wahlen zum Parlament der Deutschsprachigen Gemeinschaft (PDG) an und erlangte auf Anhieb 4 der 25 Parlamentssitze: Alfons Velz (Fraktionsvorsitzender), Lydia Klinkenberg, Petra Schmitz und Freddy Cremer (bis 2010 Gerhard Palm) vertraten als Abgeordnete die ProDG-Fraktion im PDG. Aufgrund ihrer Regierungsbeteiligung in einer Koalition mit der SP und der PFF entsendet ProDG in der Legislaturperiode 2009–2014 zudem den Spitzenkandidaten der PDG-Wahlen 2009 Oliver Paasch als Unterrichts- und Beschäftigungsminister sowie Harald Mollers als Gesundheits- und Sozialminister in die DG-Regierung.
Am 1. Februar 2013 übergab Oliver Paasch (stellvertretender Vorsitzender: Harald Mollers, bis 2010 Marco Zinnen) den ProDG-Vorsitz an Clemens Scholzen (stellvertretender Vorsitzender: Freddy Cremer).
Nach dem Wahlerfolg der ProDG bei der Parlamentswahl 2014 wurde die Koalition aus ProDG, SP und PFF fortgesetzt, aber unter Führung der ProDG. Somit wurde mit Oliver Paasch erstmals ein Ministerpräsident aus den Reihen der ProDG ernannt.
2018 wurden der bisherige Vorsitzende und sein Stellvertreter durch zwei gleichberechtigte Co-Vorsitzende, die DG-Abgeordneten Lydia Klinkenberg und Petra Schmitz ersetzt.
Bei der Parlamentswahl 2019 löste ProDG die Christlich Soziale Partei als stärkste Partei der Deutschsprachigen Gemeinschaft ab.
Im September 2020 trat Harald Mollers als Minister für Bildung, Forschung und Erziehung zurück. Er begründete den Rücktritt mit einer Zunahme von haltlosen Anfeindungen, Schmähungen und Beleidigungen, die sich im Zuge der COVID-19-Pandemie zunehmend auf eine persönliche Ebene verlagert hätten. Die „Grenze dessen, was man sich selbst zumuten kann und will“, sei für ihn überschritten. Lydia Klinkenberg übernahm im Oktober 2020 daraufhin sein Amt.
Nachdem Lydia Klinkenberg und Petra Schmitz im September 2020 ihre Ämter aus beruflichen Gründen niedergelegt hatten, wurden Liesa Scholzen und Elke Comoth zur neuen ProDG-Doppelspitze gewählt.

## Wahlergebnisse
| Jahr | Stimmen | Anteil | Mandate | Platz |
| ---- | ------- | ------ | ------- | ----- |
| 2009 | 6.553   | 17,5 % | 4/25    | 4.    |
| 2014 | 8.352   | 22,2 % | 6/25    | 2.    |
| 2019 | 9.146   | 23,3 % | 6/25    | 1.    |
| 2024 | 11.654  | 29,1 % | 8/25    | 1.    |

| Jahr | Stimmen | Anteil (regional) | Anteil (national) | Mandate | Platz (regional) | Platz (national) |
| ---- | ------- | ----------------- | ----------------- | ------- | ---------------- | ---------------- |
| 2009 | 3.897   | 10,1 %            | 0,1 %             | 0/22    | 5.               | 28.              |
| 2014 | 5.106   | 13,2 %            | 0,1 %             | 0/21    | 5.               | 21.              |
| 2019 | 5.360   | 13,2 %            | 0,1 %             | 0/21    | 3.               | 18.              |
| 2024 | 7.134   | 16,4 %            | 0,1 %             | 0/22    | 2.               | 16.              |